# تشافيس
تشافيس هي مدينة من مدن البرتغال. يبلغ عدد سكانها 41,243 نسمة وذلك حسب إحصائيات سنة 2011.

## المناخ
يظهر الجدول التالي التغييرات المناخية على مدار السنة لتشافيس:
| البيانات المناخية لـتشافيس                 | البيانات المناخية لـتشافيس | البيانات المناخية لـتشافيس | البيانات المناخية لـتشافيس | البيانات المناخية لـتشافيس | البيانات المناخية لـتشافيس | البيانات المناخية لـتشافيس | البيانات المناخية لـتشافيس | البيانات المناخية لـتشافيس | البيانات المناخية لـتشافيس | البيانات المناخية لـتشافيس | البيانات المناخية لـتشافيس | البيانات المناخية لـتشافيس | البيانات المناخية لـتشافيس |
| الشهر                                      | يناير                      | فبراير                     | مارس                       | أبريل                      | مايو                       | يونيو                      | يوليو                      | أغسطس                      | سبتمبر                     | أكتوبر                     | نوفمبر                     | ديسمبر                     | المعدل السنوي              |
| ------------------------------------------ | -------------------------- | -------------------------- | -------------------------- | -------------------------- | -------------------------- | -------------------------- | -------------------------- | -------------------------- | -------------------------- | -------------------------- | -------------------------- | -------------------------- | -------------------------- |
| متوسط درجة الحرارة الكبرى °م (°ف)          | 9.0 (48.2)                 | 11.0 (51.8)                | 15.0 (59.0)                | 16.0 (60.8)                | 20.0 (68.0)                | 25.0 (77.0)                | 29.0 (84.2)                | 29.0 (84.2)                | 25.0 (77.0)                | 18.0 (64.4)                | 13.0 (55.4)                | 9.0 (48.2)                 | 18.2 (64.8)                |
| متوسط درجة الحرارة الصغرى °م (°ف)          | 2.0 (35.6)                 | 2.0 (35.6)                 | 4.0 (39.2)                 | 5.0 (41.0)                 | 8.0 (46.4)                 | 12.0 (53.6)                | 14.0 (57.2)                | 14.0 (57.2)                | 12.0 (53.6)                | 9.0 (48.2)                 | 5.0 (41.0)                 | 3.0 (37.4)                 | 6.7 (44.1)                 |
| الهطول مم (إنش)                            | 76.4 (3.01)                | 35.9 (1.41)                | 40.4 (1.59)                | 39.5 (1.56)                | 50.7 (2.00)                | 21.7 (0.85)                | 13.8 (0.54)                | 13.5 (0.53)                | 34.3 (1.35)                | 79.0 (3.11)                | 59.0 (2.32)                | 86.8 (3.42)                | 551 (21.69)                |
| المصدر: Instituto de Meteorologia (فوركا). |                            |                            |                            |                            |                            |                            |                            |                            |                            |                            |                            |                            |                            |

## توأمة
لتشافيس اتفاقيات توأمة مع كل من:
- ديفردانج
- تلانس (2004 - )

## أعلام
- فرانسيسكو دا كوستا غوميز
- جواو ألفيس
- روي كوريا
- أفونسو الأول دوق براغانزا
- ريكاردو شافيز
- بياتريس بيريرا دي ألفيم
- فرناندو أغيار